# 長壽菸
長壽菸，為一款臺灣省菸酒公賣局（今臺灣菸酒公司）於1958年出品之具濾嘴中低焦油紙菸。

## 銷售
長壽菸銷售初期走較高檔路線，為招待客人之菸品；同期其他國產品牌菸並無濾嘴，洋菸萬寶路只比長壽菸早三年有濾嘴。而中華民國國軍各軍種幾乎擁有自己軍菸，長壽菸於軍中配銷是較後期的事。
因為價格合理及國軍軍中配銷制度等因素，長壽菸出品後，不但為台灣自產菸品及國內菸品消費第一，也於1960年代至1980年代中期台灣經濟開放前，佔據全台灣菸品消費量首位。即使菸品開放後隔年的1987年，長壽菸仍佔全台灣菸品整體銷售量76%，也就是台灣每四個吸菸者即有三位吸食長壽菸。

## 下滑
在台灣開放洋菸（即海外品牌的香菸）上市後，長壽菸雖消費量直線下滑，但仍是台灣菸品銷售量的重要品牌。惟中文「長壽」及英文譯名「LONG LIFE」有鼓勵吸菸之嫌，遭反菸人士強烈質疑並要求改名。不過2005年台灣菸酒公司並不接受此看法，認為長壽菸「改名幾乎等於要中斷其產品生命」，並且同時強調沒有人會真的認為「抽長壽就會長壽」。

## 文化娛樂
陶大偉與孫越合唱的〈朋友歌〉，副歌倒數第二句為「洋菸不比長壽，清茶勝過酒」。
張震嶽歌曲〈愛的初體驗〉，歌詞中有「想要來一包長壽煙，發現我未滿十八歲」。

## 包裝
因為產品名稱取為長壽之名，長壽菸甫出產時，其產品外包裝LOGO為「長鬚老人與丹頂鶴」共立之國畫作品，該作品因醫界證實「抽菸有害健康」與台灣禁菸風氣普及之後予以取消。